# Justen Glad
Justen Thomas Glad (ur. 28 lutego 1997 w Pasadenie) – amerykański piłkarz występujący na pozycji środkowego obrońcy, od 2025 roku zawodnik Realu Salt Lake.